# Beggars Group
Die in Südwestlondon beheimatete Beggars Group vereint mit XL Recordings, 4AD, Too Pure und dem Ursprungslabel Beggars Banquet Records einige einflussreiche Independent-Label. 
Um dem Begriffswirrwarr ein vermeintliches Ende zu setzen, firmiert die Labelgruppe seit Mitte 2000 als Beggars Group Ltd, zur Verdeutlichung des Unterschiedes zum ehemals auf Gitarrenmusik spezialisierten Stammlabel Beggars Banquet.
Seit Mitte 2002 ist auch das US-Independent-Label Matador Records Teil der Beggars Group geworden und wird in ganz Europa über die Beggars Büros vermarktet und promotet. Seit 2007 gehört auch das englische Traditionslabel Rough Trade Records zur Beggars Group.
Im April 2008 gab die Beggars Group bekannt, dass Baggers Banquet im Rahmen einer Umstrukturierung ebenso wie Too Pure in 4AD aufgehen wird. 
In Deutschland werden alle Künstler vom Beggars-Büro in Hamburg betreut. Der Vertrieb läuft über die ebenfalls in Hamburg ansässige Firma Indigo.